# کریونکتس
کریونکتس(نام علمی: Cryonectes) نام یک سرده از تیره بیش‌خزندگان است.